# 大磯西インターチェンジ

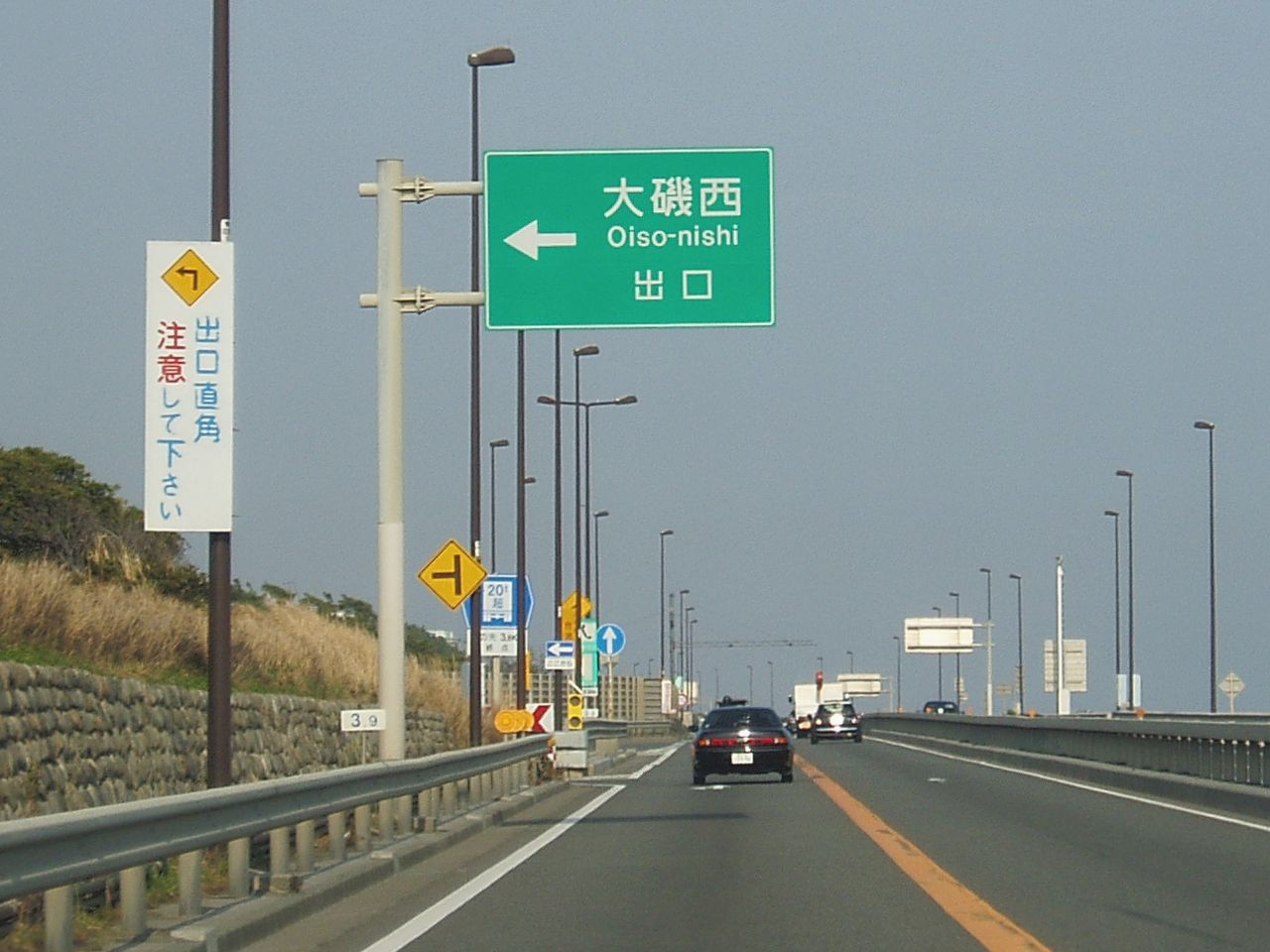
改良前の大磯西インターチェンジ上り線出口（2007年3月）

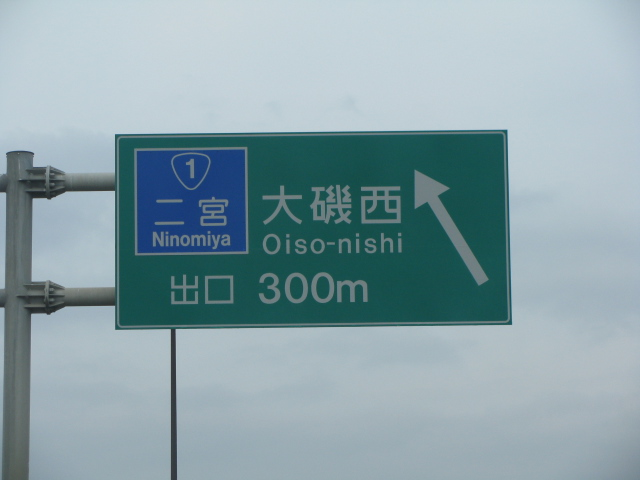
大磯西インターチェンジ下り線出口標識（2009年4月）

大磯西インターチェンジ（おおいそにしインターチェンジ）は、神奈川県中郡大磯町国府本郷にある西湘バイパスのインターチェンジである。

## 接続する道路
- 国道1号

## 歴史
- 1966年（昭和41年）4月1日：供用開始。
- 2009年（平成21年）7月：上り線出口の減速車線が完成。

## 周辺
- 大磯プリンスホテル
- 大磯ロングビーチ
- E85 小田原厚木道路 大磯IC

## 特記事項
かつては、上り車線の出口は減速車線などはなく、ほぼ直角に曲がることになっていた。このため、上り車線では出口手前の本線上に「出口直角注意」と掲示が出ていた。この問題を解消すべく、2009年春から減速車線を工事し、7月に完成した。
道路法上の無料区間は西湘二宮ICまでだが同ICには下り線の出口が設置されていない。このため下り線については、無料区間最後の出口の設置されている大磯西ICから小田原方向は実質的に有料区間となる。

## 隣
E84 西湘バイパス
大磯港IC - 大磯西IC - 西湘二宮IC